# Katherine Johnson
Katherine Johnson   (White Sulphur Springs, 26 d'agost de 1918 - Newport News, 24 de febrer de 2020) fou una física, científica espacial i matemàtica estatunidenca que va contribuir a l'aeronàutica dels Estats Units i als programes espacials amb l'aplicació primerenca de les computadores electròniques digitals a la NASA. Coneguda per la seva precisió en la navegació astronòmica informatitzada, va calcular la trajectòria per al Projecte Mercury i el vol de l'Apollo 11 de 1969 a la Lluna.

## Primers anys
Els pares de Katherine Coleman, es deien Joshua i Joylette Coleman. Tenia tres germans. El seu pare va ser llenyataire, pagès i finalment personal de manteniment a l'hotel The Greenbrier. La seva mare va ser mestra. A una edat molt primerenca, Johnson va demostrar talent per a les matemàtiques. Els seus pares consideraven molt important l'educació dels seus fills. Com que al Comtat de Greenbrier no s'oferia escolarització per a infants negres més enllà del vuitè grau, ella i els seus germans van rebre l'educació secundària a la comunitat d'Institute (West Virginia), on s'hi quedaven durant l'any escolar i tornaven a White Sulphur Springs durant l'estiu.
Katherine Johnson es va graduar a l'escola secundària als 14 anys i als 15 va ingressar a la Universitat Estatal de Virgínia Occidental. Com a estudiant, Katherine va assistir a tots els cursos de matemàtiques que oferia la universitat. Molts professors van prestar-li especial atenció, incloent-hi la química i matemàtica Angie Turner King, que ja havia estat mestra seva a secundària, i W.W. Schiefflin Claytor, el tercer afroamericà a obtenir un doctorat en matemàtiques als Estats Units. Claytor afegí assignatures de matemàtiques especialment per Johnson, que es va graduar summa cum laude el 1937, en matemàtiques i francès, a l'edat de 18 anys. Després de la seva graduació, Johnson es va traslladar a Marion (Virgínia), a ensenyar matemàtiques, francès i música en una petita escola.
L'any 1938, Johnson va ser la primera dona afroamericana a posar fi a la segregació a la Universitat de Virgínia Occidental a  Morgantown. Va ser una dels tres estudiants afroamericans, i l'única dona, seleccionada per fer estudis de postgrau després de la decisió del Tribunal Suprem dels Estats Units al cas Missouri ex rel. Gaines v. Canada.

## Carrera

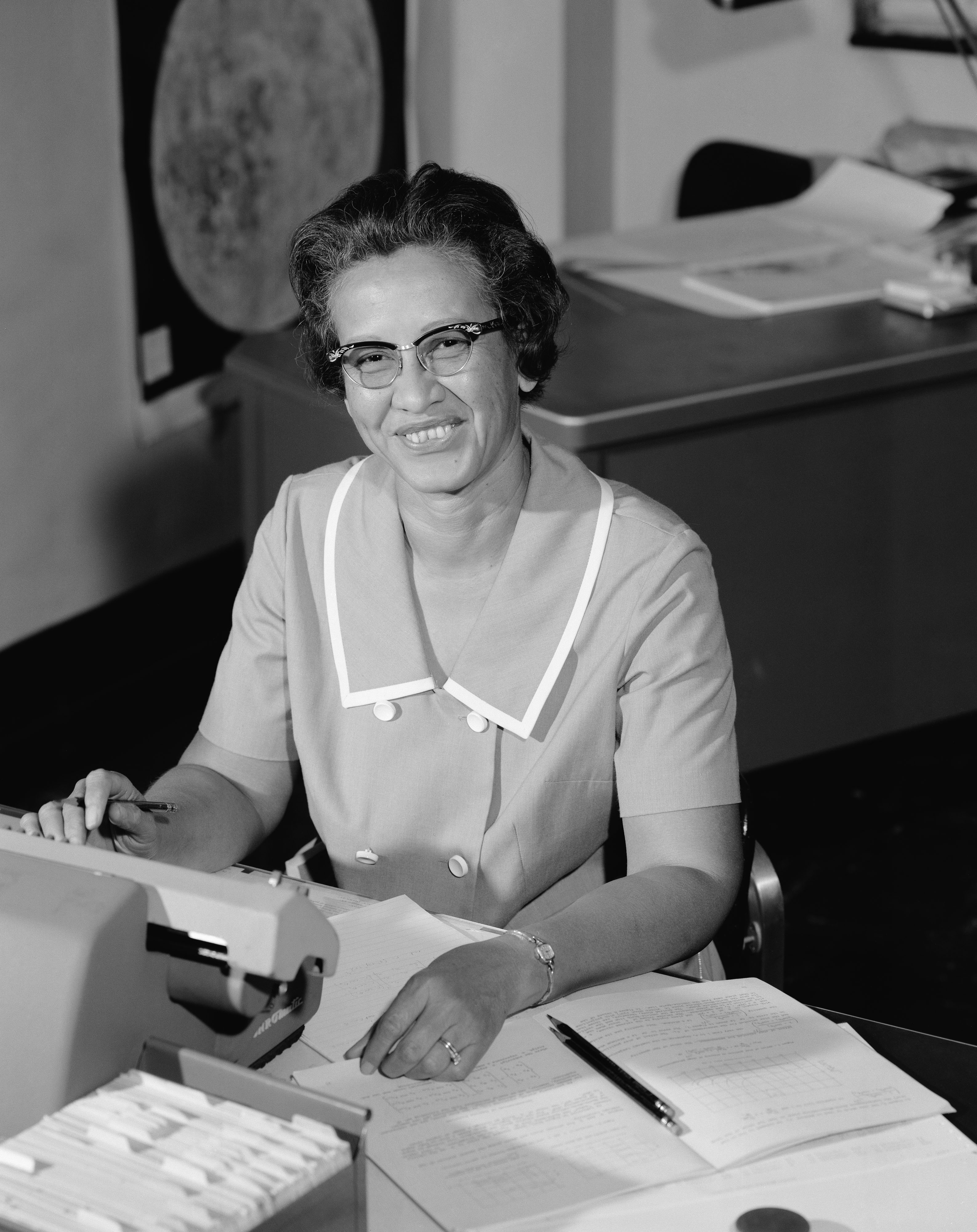
Johnson a la NASA el 1966

No contenta amb ensenyar, Johnson va decidir fer una carrera en matemàtiques. En una reunió familiar, un parent va esmentar que la NACA (National Advisory Committee for Aeronautics), predecessora de la NASA, estava oferint llocs de treball. En particular, buscaven dones afroamericanes per al Departament de Guia i Navegació. L'any 1953, li van oferir un lloc a Johnson, que va acceptar immediatament.
Johnson va ser inicialment assignada a la secció West Àrea Computers que era supervisada per la matemàtica Dorothy Vaughan, i després reassignada a l'àrea de Guia i Control de la Divisió d'Investigació de Vol de Langley. Més tard es va traslladar a l'àrea de Controls de Naus Espacials (Spacecraft Controls Branch). Johnson va calcular la trajectòria del vol espacial d'Alan Shepard, el primer nord-americà a viatjar a l'espai, el 1959. També va calcular la finestra de llançament del Projecte Mercury de 1961. El 1962, quan la NASA va començar a utilitzar ordinadors per calcular l'òrbita de John Glenn al voltant de la Terra, va ser assignada per a verificar-ne els resultats. Més tard Johnson va treballar directament amb computadores digitals. La seva capacitat i reputació per l'exactitud dels seus càlculs van ajudar a establir confiança amb la nova tecnologia. Va calcular la trajectòria de vol de l'Apol·lo 11 cap a la Lluna. Durant l'allunatge, Johnson es trobava reunida a les muntanyes Pocono juntament amb un petit grup davant d'una petita pantalla de televisor observant els primers passos en la Lluna. El 1970, Johnson va treballar en la missió de l'Apol·lo 13. Una vegada que la missió va ser avortada, el treball de Johnson en implementar procediments i cartes de navegació de suport va ajudar que la tripulació pogués tornar fora de perill a la Terra quatre dies més tard.

## Llegat

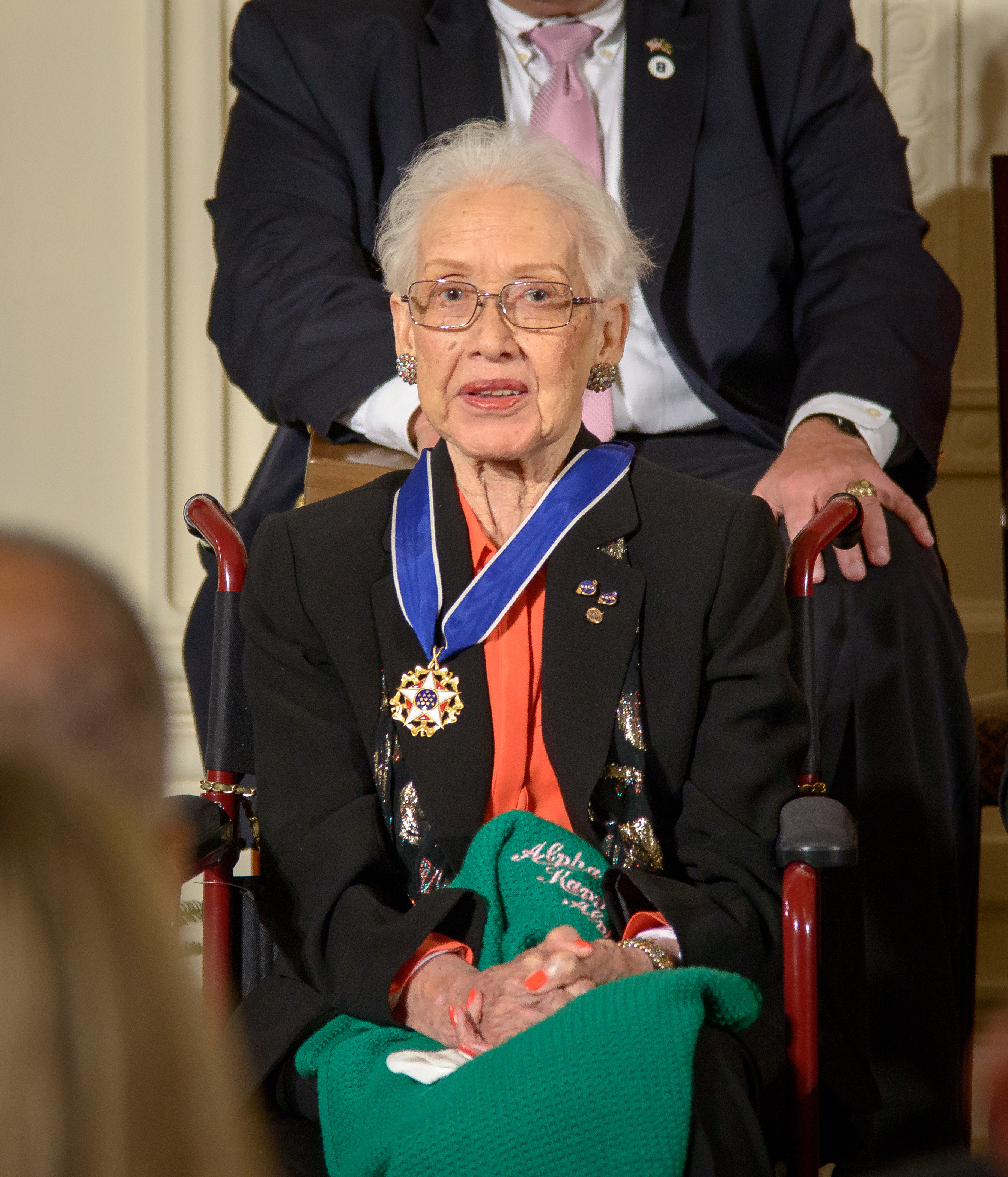
Rebent la Medalla Presidencial de la Llibertat en 2015

En total, Johnson va ser coautora de 26 articles científics. La NASA manté una llista dels articles més importants escrits per Johnson amb enllaços a la seva eina de cerca.
L'impacte de Johnson com a pionera en ciència espacial i computació es veu reflectit en els premis que ha rebut i la quantitat de vegades que ha estat presentada com un exemple per a la societat.
Des de 1979 (abans de jubilar-se), la biografia de Johnson té un lloc d'honor en les llistes d'afroamericans destacats en l'àmbit de la ciència la i tecnologia.
El 16 de novembre del 2015, el President Barack Obama va incloure a Johnson a la llista de 17 nord-americans reconeguts amb la Medalla Presidencial de la Llibertat d'aquell any. Johnson fou guardonada el 24 novembre 2015, essent esmentada com una dona afroamericana pionera a les STEM (acrònim en anglès per a ciència, tecnologia, enginyeria i matemàtiques.
El març de 2016 va començar el rodatge de Figures Ocultes, una pel·lícula sobre el treball de Johnson i les seves col·legues afroamericanes de la NASA, com ara Mary Jackson i Dorothy Vaughan, basada en el llibre del mateix nom de Margot Lee Shetterly, i que s'estrenà el gener de 2017.
El 5 de maig de 2016, es van batejar en honor seu les noves instal·lacions de recerca en informàtica Katherine G. Johnson al Centre d'Investigacions de Langley, a Virginia. Això va succeir en commemoració del 55è aniversari de l'històric llançament d'Alan Shepard, que va ser possible gràcies a Johnson.
El 26 d'agost de 2018 amb motiu del seu centenari diverses campanyes arreu del món van celebrar el seu llegat.

## Vida personal
El 1939 es va casar amb James Francis Goble amb qui va tenir tres filles: Constance, Joylette, i Katherine. El 1956 James Goble va morir d'un tumor cerebral inoperable. El 1959 es va casar amb el Tinent Coronel James A. Johnson i va continuar la seva carrera a la NASA. Fou membre del cor de l'Església Presbiteriana de Carver durant 50 anys i membre de la germandat de dones Alpha Kappa Alpha. Johnson i el seu espòs, que tingueren sis nets i quatre besnets, van viure els darrers anys de la seva vida a Hampton (Virgínia).

## Premis
- 2015, Medalla Presidencial de la Llibertat[26]
- 2010, Doctorat Honoris Causa en Ciències de la Universitat d'Old Dominion, Norfolk, Virgínia
- 2006, Doctorat Honoris Causa en Ciències de la Universitat Capitol, Laurel, Maryland[13][27]
- 1999, Ex alumna més destacada de l'any de la Universitat Estatal de Virgínia Occidental[13][28]
- 1998, Doctora Honoris Causa en Lleis de la Universitat Estatal de Farmingdale[13][28]
- 1986, NASA, Centre d'Investigació Langley, Premi Especial a l'Assoliment[29]
- 1985, NASA, Centre d'Investigació Langley, Premi Especial a l'Assoliment[29]
- 1984, NASA, Centre d'Investigació Langley, Premi Especial a l'Assoliment[29]
- 1980, NASA, Centre d'Investigació Langley, Premi Especial a l'Assoliment[29]
- 1971, NASA, Centre d'Investigació Langley, Premi Especial a l'Assoliment[29]
- 1967, Premi a l'Assoliment, Grup Apol·lo -aquest premi inclou una de les tres-centes banderes que van volar a la Lluna a bord de l'Apol·lo 11[13]
- 1967, NASA, Premi a l'equip  Lunar Orbiter Spacecraft and Operations  -pel treball pioner en el camp de problemes de navegació en suport de cinc naus espacials que van orbitar i elaborar mapes de la Lluna en preparació del Programa Apol·lo[13]